# Carcinops punctinotum
Carcinops punctinotum är en skalbaggsart som beskrevs av Lewis 1888. Carcinops punctinotum ingår i släktet Carcinops och familjen stumpbaggar. Inga underarter finns listade i Catalogue of Life.